# Морозова Надія Олександрівна
Наді́я Олекса́ндрівна Моро́зова (нар. 27 жовтня 1993, Красні Окни (тепер — Окни), Одеська  область — пом. 26 червня 2017 Павлопіль, Маріупольський район, Донецька область) — українська військовослужбовиця, старший солдат 10-й окремого мотопіхотного батальйону «Полісся» 59-ї окремої мотопіхотної бригади ЗСУ, учасниця війни на сході України,.

## Життєпис

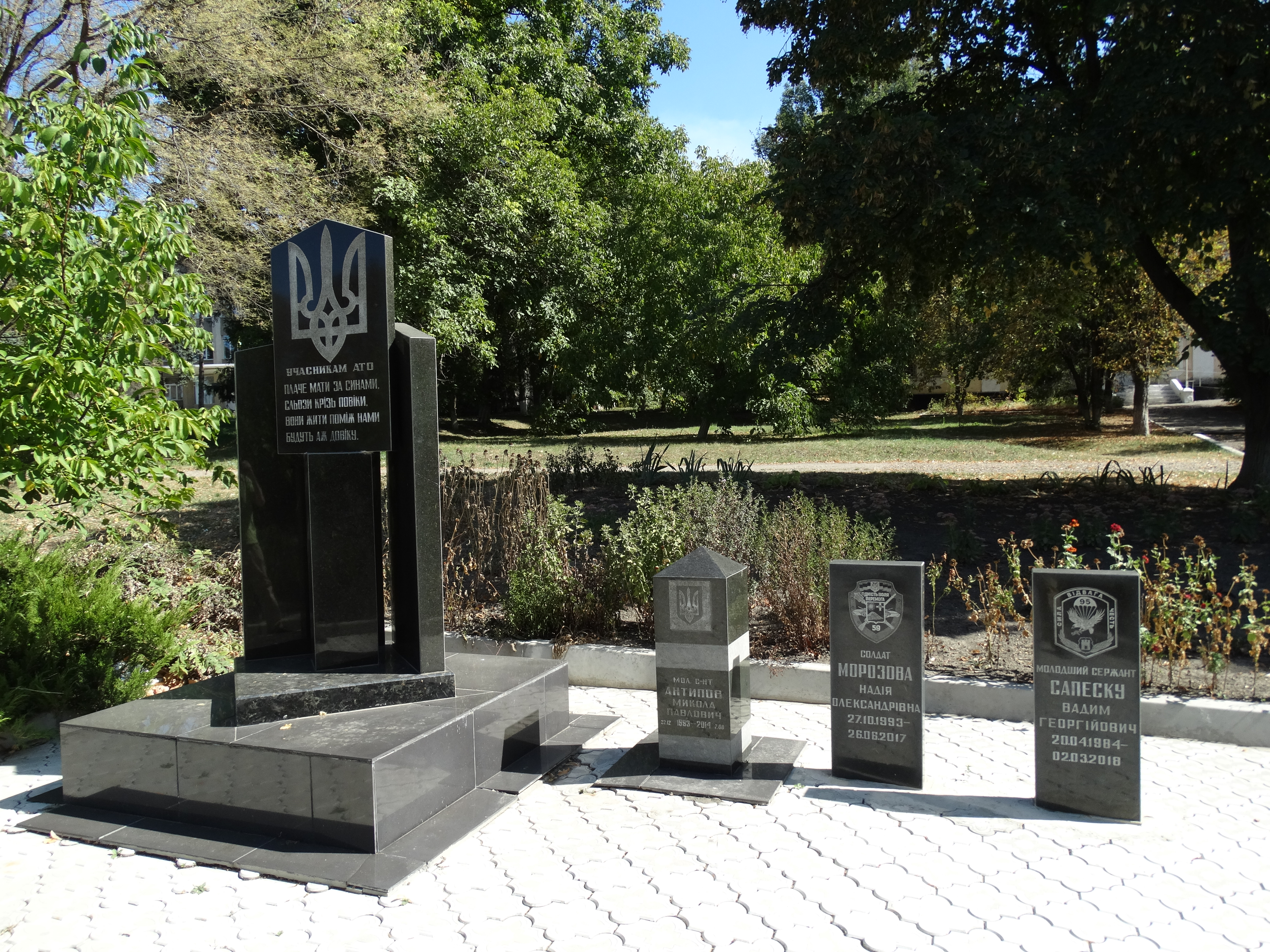
Меморіал загиблим в АТО уродженцям Окнянського району

Народилась 27 жовтня 1993 року в смт Красні Окни Одеської області. Закінчила Білгород-Дністровський економіко-правовий коледж.
Прибула в зону АТО у складі 59-ї окремої мотопіхотної бригади. Загинула 26 червня 2017 в селі Павлопіль Волноваського району (Донецька область) від кульового поранення голови, яке було несумісне з життям. Військова прокуратура розпочала розслідування за фактом загибелі військовослужбовця, 6 липня 2017 року військовий прокурор сил АТО повідомив, що військовослужбовиця загинула внаслідок порушення правил поводження зі зброєю з боку 20-річного бійця цієї ж 59-ї бригади..
Похована в селищі Окни. Залишилися батьки та син.

## Вшанування пам'яті

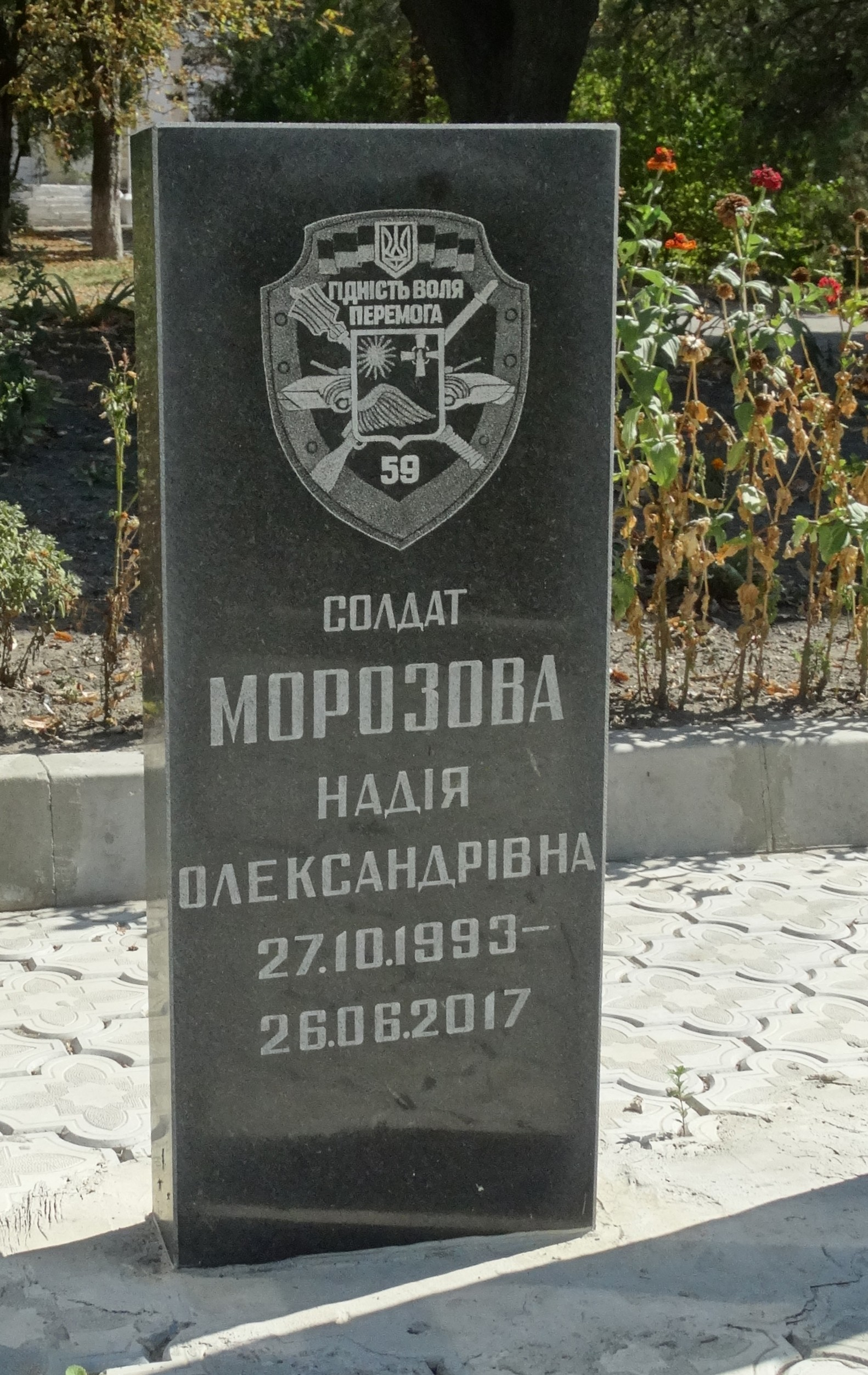
Меморіал загиблим в АТО уродженцям Окнянського району

- На батьківщині Надії, у районному центрі Окни встановлено меморіал загиблим у російсько-українській війні землякам Вадиму Сапеску, Миколі Антипову та Надії Морозовій[10].
- У Львові на алеї героїнь у парку Богдана Хмельницького висаджено дерево в її памʼять.